# Līkar
Līkar (persiska: Līkar Kolā, ليكَر كُلا, ليكر) är en ort i Iran.   Den ligger i provinsen Mazandaran, i den norra delen av landet, 80 km norr om huvudstaden Teheran. Līkar ligger 1 743 meter över havet och antalet invånare är 155.
Terrängen runt Līkar är huvudsakligen bergig, men åt nordost är den kuperad. Runt Līkar är det ganska tätbefolkat, med 80 invånare per kvadratkilometer. Närmaste större samhälle är Kalārdasht, 14,2 km nordväst om Līkar. Trakten runt Līkar består i huvudsak av gräsmarker.